# Habenaria biflora
Habenaria biflora är en orkidéart som beskrevs av João Barbosa Rodrigues. Habenaria biflora ingår i släktet Habenaria och familjen orkidéer. Inga underarter finns listade i Catalogue of Life.